# Dorfkirche Mösenthin

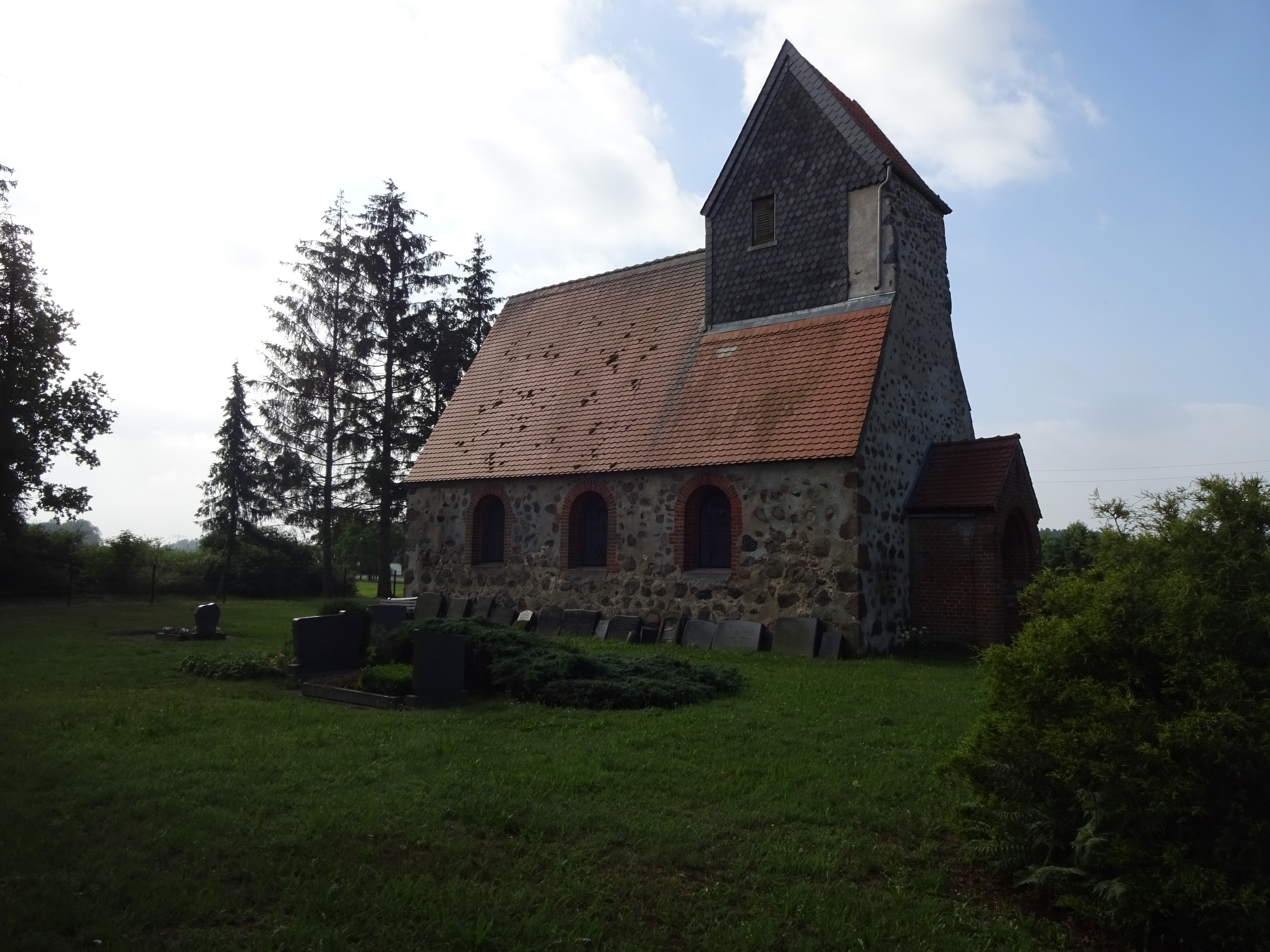
Dorfkirche in Mösenthin

Die evangelische Dorfkirche Mösenthin ist eine spätmittelalterliche Saalkirche im Ortsteil Jeggeleben von Kalbe (Milde) im Altmarkkreis Salzwedel in Sachsen-Anhalt. Sie gehört zum Pfarrbereich Apenburg im Kirchenkreis Salzwedel der Evangelischen Kirche in Mitteldeutschland.

## Geschichte und Architektur
Die Kirche ist eine rechteckige Saalkirche aus unregelmäßigem Feldsteinmauerwerk. Die Datierung der Kirche ist unsicher; nach dem Fugennetzputz ist eine Bauzeit in der zweiten Hälfte des 13. Jahrhunderts wahrscheinlich. Möglich ist auch eine Entstehungszeit im 15. Jahrhundert nach der Wiederbesetzung des zwischenzeitlich als wüst erwähnten Dorfes. Auf dem Satteldach sitzt im Westen ein verschieferter Dachturm, der in den hochgeführten Westgiebel der Kirche übergeht. Seitlich sind je drei neuzeitliche Rundbogenfenster eingelassen. Auf der Südseite sind unterhalb des mittleren Fensters die seitlichen Gewände eines heute vermauerten Portals erkennbar. Das kleine rundbogige Fenster auf der Ostseite stammt in der heutigen Form wohl aus dem 19. Jahrhundert, geht aber vermutlich auf eine ältere Gestalt zurück. Der Westeingang und der Vorbau aus Backstein sind neuzeitlich. An einigen Stellen sind Reste einer mittelalterlichen Putzschicht mit Fugennetz zu erkennen.
Der 1996 restaurierte Innenraum des Bauwerks ist flachgedeckt. Die Kirche steht unter Denkmalschutz und ist als Baudenkmal mit der Erfassungsnummer 094 06540 im Denkmalverzeichnis von Sachsen-Anhalt registriert.

## Ausstattung
Der Altarstipes stammt möglicherweise noch aus dem Mittelalter. Das beachtenswerte Schnitzaltarretabel ist ein Werk aus der Mitte oder der zweiten Hälfte des 15. Jahrhunderts; es steht auf einer jüngeren Predella. Es wurde auf dem Dachboden der Kirche aufgefunden. Dargestellt sind in der Mitte eine bekrönte Madonna mit Kind, gerahmt von vier Heiligenfiguren: links oben Katharina, links unten Maria Magdalena, rechts oben Barbara (?) und rechts unten ein bärtiger Heiliger. In den Flügeln standen früher je zweimal zwei männliche Apostel, von denen einer bereits 1913 fehlte. Einer dieser Apostel steht nun rechts unten im Mittelschrein, ein zweiter ist verloren und wurde durch eine moderne Neuschöpfung ersetzt.
Das Geläut besteht seit der Abgabe einer Glocke von 1880 aus einer Stahlglocke von 1937 und einer größeren mittelalterlichen Glocke aus dem 13./14. Jahrhundert, die nach Abgabe im Zweiten Weltkrieg wieder zurückgegeben wurde.